# G Welander och Kellners maskinverkstad
 AB G Welander och Kellners maskinverkstad  var ett svenskt verkstadsföretag i Norrköping.
AB G Welander och Kellners maskinverkstad grundades 1848 vid en avstickare till Trångsundsgatan i Midtina i Norrköping av järnsvarvaren Gunnar Welander och snickaren Gustaf Kellner. Det ombildades till aktiebolag omkring 1900. Verkstaden underhöll och moderniserade textilmaskiner och andra maskiner. Från 1880-talet tillverkade företaget också kardmaskiner för ylleindustrin och senare också mekaniska vävstolar och andra slags textilmaskiner.
I början av 1900-talet hade företaget omkring 100 anställda. Det flyttade 1906 till Borgs villastads municipalsamhälle. Företaget köptes 1906 av AB Priorverken, som gick i likvidation 1922.